# コミュニティセンター
コミュニティセンター（英語 community centre または community center）は、コミュニティの仲間がグループ活動、社会的支援、広報およびその他の目的で集まる公共の場所・施設。宗教系のコミュニティセンターでは、クリスチャンのコミュニティセンター、イスラムのコミュニティセンター、ユダヤのコミュニティセンターなどがある。
日本の公民館と対比される。

## 用途と活動

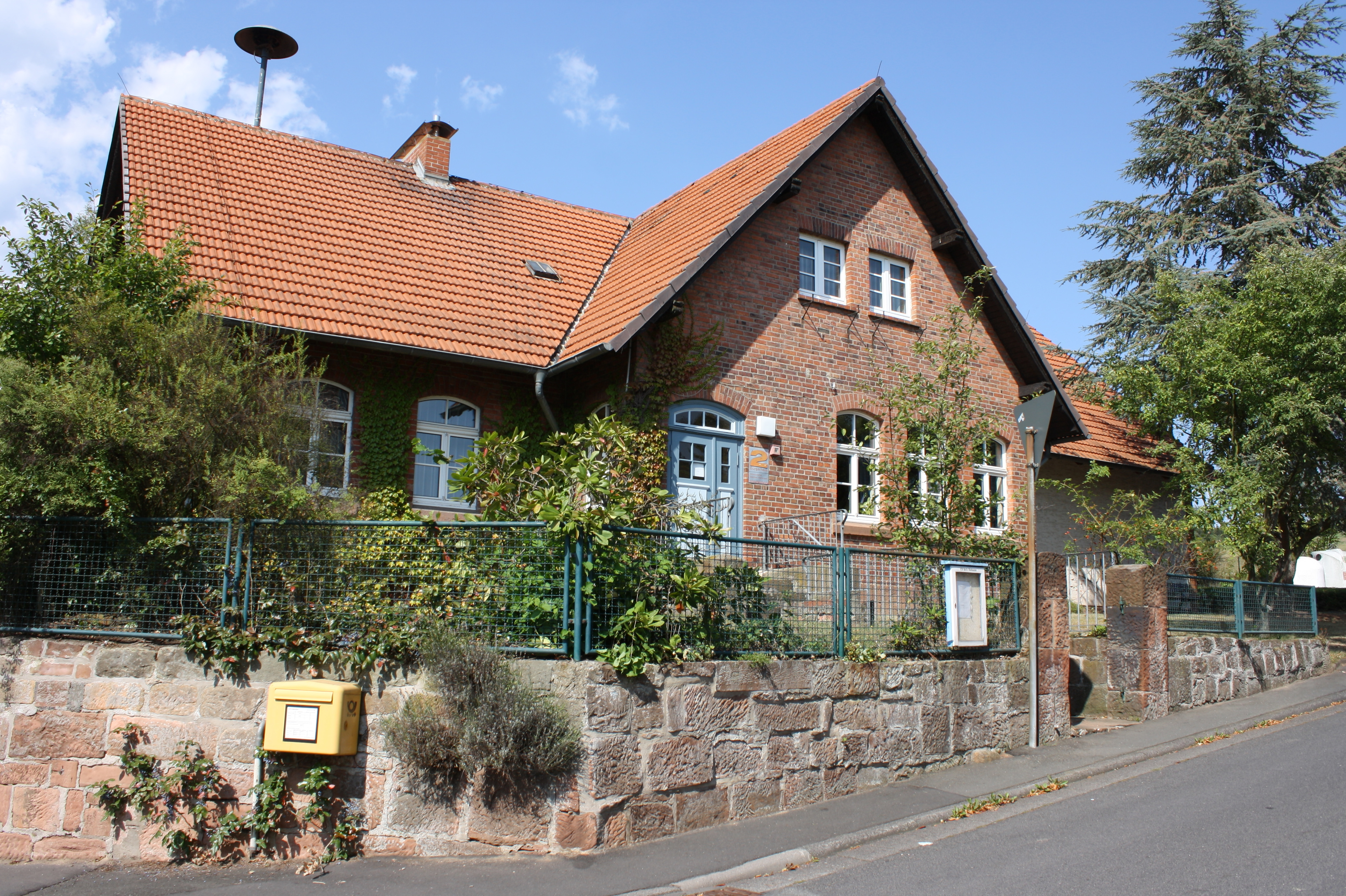
ドイツのマルブルク・アン・デア・ラーンにあるコミュニティセンター

コミュニティセンターは、通常、次のような用途で使用される。
- さまざまな機会や伝統の中、地域のお祝い事の場として。
- 様々な問題について市民の公開会合の場として。
- 政治家やその他の公的指導者が市民に会い、意見、支持、票（民主主義では「選挙運動」、非民主主義では他の要望）を求める場として。
- コミュニティのメンバーが互いに社会的に出会う場として。
- 地元のクラブやボランティア活動を行うる場として。
- 結婚式、葬儀を含めパーティーを開催する場として。